# 比拉拉
比拉拉（Bilara），是印度拉贾斯坦邦Jodhpur县的一个城镇。总人口38650（2001年）。

## 人口
该地2001年总人口38650人，其中男性20035人，女性18615人；0—6岁人口6207人，其中男3224人，女2983人；识字率56.95%，其中男性为73.07%，女性为39.60%。